# 五云寺 (芒市)
24°24′37″N 98°30′50″E / 24.41034°N 98.51382°E
五云寺，傣语称奘罕（意为“金寺”），是中华人民共和国云南省德宏傣族景颇族自治州芒市的一所上座部佛教寺庙，属润派奘寺。因大门前有五棵大青树，旧时树上常年栖息许多白鹭，远看宛若五朵白云，故称“五云寺”:216。

## 历史
五云寺始建于清康熙四年（1665年），原址位于今法帕新寨一带，嘉庆七年（1802年）迁到现址，后经两次修缮。寺内建有金塔，傣语称“拱母罕”（拱母为傣语佛塔之意）:47。佛殿中供奉着泰国高僧左密灭带来的铜佛像“帕拉过勐”:460。抗日战争时期，日军占领芒市，五云寺被毁，民国35年（1946年）重建。1960年，五云寺被潞西县人民政府公布为县级文物保护单位:182。文化大革命时期又遭破坏，1984年重建。

## 建筑
五云寺占地面积2,663平方米，建筑面积427.9平方米，四面围墙，东面中央开院门。大殿坐西向东，基座为干栏式结构，1984年重修后改为平台式。大殿面阔三间，进深六间，三层重檐歇山顶，四面出檐，板瓦覆面，殿前中央开一太阳门。殿内正面塑一尊高大的佛像，梁柱间挂满佛幡、佛伞。金塔由八座小塔环着主塔组成，小塔下有佛龛:47。